# Verdade, uma Ilusão Tour 2012/2013
Verdade, Uma Ilusão Tour 2012/2013 é o sexto álbum de vídeo e o quarto (considerando Infinito ao Meu Redor) álbum ao vivo da cantora brasileira de MPB Marisa Monte. Foi lançado em 20 de maio de 2014. É o primeiro lançamento da cantora em Blu-ray.

## História
Entre junho de 2012 e dezembro de 2013, Marisa Monte esteve empenhada em sua turnê Verdade, Uma Ilusão, que suporta o álbum "O Que Você Quer Saber de Verdade" e foi um sucesso de crítica em todos os lugares em que passou..
O DVD da turnê foi gravado no dia 03 de agosto de 2013, em um show fechado para fã-clubes, na Cidade das Artes, no Rio de Janeiro.
Em 16 de maio de 2014 ocorreu no Rio de Janeiro a estreia do DVD. Cerca de 200 membros de fã-clubes da artista foram convidados pela artista a assistir ao produto final em uma sala de cinema. Marisa esteve no evento e tirou fotos com todos os fãs que estavam no local. Em 17 de maio, o mesmo será exibido nacionalmente pelo canal de televisão Multishow. Além disso, todas as faixas foram postadas pela cantora em seu canal no site YouTube 
O lançamento do álbum foi antecipado pelos singles "Ilusão" (versão em português de Ilusion, canção de Julieta Venegas) e "Verdade, Uma Ilusão", todos lançados digitalmente através do iTunes, recebendo destaque em rádios após seus lançamentos.
Além das músicas de sua autoria, que constituem grande parte do DVD, há espaço ainda para surpresas. As inéditas Sono come tu mi vuoi (cover da cantora italiana Mina Mazzini), Dizem (Quem Me Dera) (cover de Arnaldo Antunes) e E.C.T. (música conhecida na voz de Cássia Eller, agora apresentada na voz de sua compositora feminina - a música foi composta com Carlinhos Brown e Nando Reis) entraram pela primeira vez em um registro da cantora. O registro conta ainda com a versão em português de El Panuelito, Lencinho Querido, que foi cantada em poucos shows durante a turnê, mais especificamente durante a passagem da mesma pela Argentina.
A versão em CD de Verdade, Uma Ilusão recebeu, ao final de Setembro de 2014, uma indicação ao Grammy Latino, na categoria Melhor Álbum de MPB. É a primeira indicação da cantora em 5 anos, dado que sua última indicação foi em 2009 pela canção Não É Proibido. A cantora acabou levando o prêmio para casa.

## Crítica profissional
| Críticas profissionais | Críticas profissionais |
| Avaliações da crítica  | Avaliações da crítica  |
| Fonte                  | Avaliação              |
| ---------------------- | ---------------------- |
| O Globo                | regular                |
| Notas Musicais         | [ 7 ]                  |

O registro ao vivo recebeu críticas favoráveis dos críticos musicais. Mauro Ferreira do blog Notas Musicais pontuou que o espetáculo "inovou pela beleza visual resultante da sincronia entre música e vídeos de artistas plásticos contemporâneos. As projeções que pareciam saltar do palco, envolvendo a plateia, nunca tinham sido usadas de forma tão inebriante." Além de considerar o DVD "tecnicamente perfeito", Mauro elogiou a performance de "Verdade, Uma Ilusão", onde o rosto e o figurino de Marisa são "iluminados pelas projeções que incidem com precisão milimétrica" neles, e de "Ainda Bem". Com o elogio do repertório do álbum, Mauro em contrapartida sentiu que o DVD "expõe a perda de viço e potência da voz da cantora - fato percebido já no show anterior Universo particular e que salta aos ouvidos no atual DVD quando a música fica em primeiro plano."
Leonardo Lichote do jornal O Globo foi mais misto em sua análise. Considerando a turnê "imageticamente arrebatadora", o crítico notou que no registro, a música se sobressaiu e a personalidade da banda se destacou ainda mais, evidenciando as performances de "O Que Você Quer Saber de Verdade", "Ainda bem", "Depois", "E.C.T.", "Infinito Particular", "De Mais Ninguém", entre outras.  Por outro lado, o crítico notou uma falta de vigor e vibração, atribuindo a responsabilidade à parte do repertório por isso, notando que o registro "padece de uma falta de energia, alternando-se quase sempre entre um universo de fantasia diáfana da fada-cantora e um ultrarromantismo racional, pretensamente realista, que não se lança no precipício." No entanto, Leonardo rasgou elogios à performance de "Verdade, Uma Ilusão", destacando que "a chuva de estrelas sobre o corpo da cantora [...] [na] canção, nasceu já como um dos momentos mais impressionantes de um espetáculo na história da música brasileira."

## Faixas

### DVD e Blu-ray
| N.º | Título                             | Compositor(es)                                 | Duração |  |
| 1.  | "Blanco"                           | Marisa Monte Octavio Paz Haroldo De Campos     |         |  |
| 2.  | "O Que Você Quer Saber De Verdade" | Monte Carlinhos Brown Arnaldo Antunes          |         |  |
| 3.  | "Descalço No Parque"               | Jorge Benjor                                   |         |  |
| 4.  | "Arrepio"                          | Brown                                          |         |  |
| 5.  | "Ilusão (Ilusion)"                 | Julieta Venegas Monte Antunes                  |         |  |
| 6.  | "Depois"                           | Antunes Brown Monte                            |         |  |
| 7.  | "Amar Alguém"                      | Antunes Dadi Carvalho Monte                    |         |  |
| 8.  | "Diariamente"                      | Nando Reis                                     |         |  |
| 9.  | "Infinito Particular"              | Antunes Brown Monte                            |         |  |
| 10. | "E.C.T."                           | Brown Monte Reis                               |         |  |
| 11. | "De Mais Ninguém"                  | Antunes Monte                                  |         |  |
| 12. | "Dizem (Quem Me Dera)"             | Antunes Dadi Monte                             |         |  |
| 13. | "Lencinho Querido (El Panuelito)"  | Frederico Esposito - versão de Haroldo Barbosa |         |  |
| 14. | "Sono Come Tu Mi Vuoi"             | Antonio Amurri Bruno Canfora Maurizio Jurgens  |         |  |
| 15. | "Ainda Bem"                        | Antunes Monte                                  |         |  |
| 16. | "Verdade, Uma Ilusão"              | Antunes Brown Monte                            |         |  |
| 17. | "Gentileza"                        | Monte                                          |         |  |
| 18. | "Não Vá Embora"                    | Monte Antunes Gilson Prior Micelli             |         |  |

| Extras - Clipes Musicais |                                    |                     |         |  |
| N.º                      | Título                             | Compositor(es)      | Duração |  |
| 1.                       | "O Que Você Quer Saber de Verdade" | Antunes Brown Monte |         |  |
| 2.                       | "Ainda Bem"                        | Antunes Monte       |         |  |

### CD
| N.º | Título                             | Compositor(es)                                 | Duração |  |
| 1.  | "O Que Você Quer Saber De Verdade" | Monte Carlinhos Brown Arnaldo Antunes          | 3:22    |  |
| 2.  | "Descalço No Parque"               | Jorge Benjor                                   | 3:09    |  |
| 3.  | "Arrepio"                          | Brown                                          | 3:05    |  |
| 4.  | "Ilusão (Ilusion)"                 | Julieta Venegas Monte Antunes                  | 3:55    |  |
| 5.  | "Depois"                           | Antunes Brown Monte                            | 3:15    |  |
| 6.  | "Amar Alguém"                      | Antunes Dadi Carvalho Monte                    | 4:04    |  |
| 7.  | "Diariamente"                      | Nando Reis                                     | 5:00    |  |
| 8.  | "Infinito Particular"              | Antunes Brown Monte                            | 4:27    |  |
| 9.  | "E.C.T."                           | Brown Monte Reis                               | 3:19    |  |
| 10. | "De Mais Ninguém"                  | Antunes Monte                                  | 3:34    |  |
| 11. | "Dizem (Quem Me Dera)"             | Antunes Dadi Monte                             | 4:31    |  |
| 12. | "Lencinho Querido (El Panuelito)"  | Frederico Esposito - versão de Haroldo Barbosa | 3:35    |  |
| 13. | "Sono Come Tu Mi Vuoi"             | Antonio Amurri Bruno Canfora Maurizio Jurgens  | 3:33    |  |
| 14. | "Ainda Bem"                        | Antunes Monte                                  | 4:07    |  |
| 15. | "Verdade, Uma Ilusão"              | Antunes Brown Monte                            | 4:35    |  |
| 16. | "Gentileza"                        | Monte                                          | 3:02    |  |
| 17. | "Não Vá Embora"                    | Monte Antunes Gilson Prior Micelli             | 4:37    |  |

| Vídeos bônus da iTunes Store |                       |         |  |
| N.º                          | Título                | Duração |  |
| 18.                          | "Ilusão (Ilusion)"    | 3:47    |  |
| 19.                          | "Verdade, Uma Ilusão" | 4:28    |  |

## Músicos
- Alexandre Dengue - baixo
- Pupillo - bateria
- Lúcio Maia - guitarra, violão e sítara
- Dadi Carvalho - guitarra, violão e ukulele
- Carlos Trilha - teclados e programações
- Lautaro Greco - bandoneon
- Bernardo Fantini - viola
- Glauco Fernandes e Pedro Mibielli - violinos
- Marcus Ribeiro - violoncelo